# Patologia generale
La patologia generale è una disciplina accademica di ambito biomedico, che studia le cause (eziologia) e i meccanismi (patogenesi) determinanti le alterazioni fondamentali delle strutture e delle funzioni dell'organismo.

## Descrizione
Le alterazioni delle strutture vengono studiate mediante indagini morfologiche (macroscopiche e microscopiche, a livello tissutale e cellulare), mentre le alterazioni delle funzioni vengono studiate mediante indagini biochimiche e funzionali. Poiché la disciplina si occupa di alterazioni rispetto ad una norma, il suo studio scolastico va intrapreso dopo avere acquisito le competenze di morfologia e fisiologia normali - e quindi dopo avere superato i corsi di istologia, anatomia, biochimica e fisiologia. 
Quando lo strumento di indagine medica più fine era il microscopio, la patologia generale insegnava a riconoscere le lesioni elementari, e si poneva come introduzione all'anatomia patologica. Lo sviluppo delle conoscenze biologiche con la diffusione di indagini biochimiche e genetiche ha determinato una rielaborazione in senso moderno della patologia generale. Se la malattia è il  risultato di squilibri di meccanismi omeostatici, allora essa, qualunque ne sia la causa, può essere ricondotta a modelli generali, e cioè al fatto che tutti i processi morbosi hanno alcuni principi comuni. Lo studio di questi principi comuni ha fatto sì che la patologia divenisse veramente "generale", e questo carattere generale è tanto più importante in quanto finalità didattiche, indubbiamente inevitabili, imprimono all'insegnamento della medicina un carattere analitico e classificatorio. La patologia generale perciò come settore didattico ha una importanza notevole in una facoltà di medicina, forse ancora più della sua stessa sperimentalità.
Dal punto di vista didattico un ruolo oggi particolarmente importante della patologia generale è quello di enfatizzare i principi di base piuttosto che gli ultimi dettagli specifici scoperti, soprattutto davanti a frequenti "sovraccarichi di dati sperimentali di dettaglio" che comunque diventano obsoleti in pochi anni, a differenza dei principi funzionali di base che invece hanno una vita media più lunga. 
In definitiva oggi la pratica della medicina non è ipotizzabile senza una solida conoscenza della patologia generale. La patologia moderna utilizza per le sue indagini un insieme di scienze di base, quali ad esempio l'anatomia-istologia, la biologia cellulare e molecolare, la biofisica ed altre, e sebbene al corpo delle conoscenze patologiche contribuiscano queste differenti competenze, il compito di coordinare queste conoscenze spetta al patologo. Il contributo applicativo in ambito ospedaliero della patologia generale - servizi di patologia clinica o medicina di laboratorio - deriva da questa multidisciplinarità, che la caratterizza anche come un settore ad alto contenuto biotecnologico che viene applicato soprattutto allo studio di materiali biologici di natura diversa. 
A livello di studi universitari l'esame di patologia generale è, assieme a quello di fisiologia umana, uno dei due esami principali del terzo anno del corso di laurea in medicina, che conclude il triennio propedeutico di formazione biologica e introduce lo studente al triennio clinico. Inoltre, conseguentemente alla ristrutturazione di vari corsi di laurea la patologia generale è diventato insegnamento di base in tutti quei corsi che possiedono un curriculum formativo di tipo biomedico - farmacologico, come farmacia, chimica e tecnologia farmaceutiche e biologia.
Gli istituti di patologia generale - celebre in Italia quello di Pavia, reso illustre dal Nobel a Camillo Golgi - sono enti didattici e di ricerca pubblici. Qualcuno incorporava una scuola di specialità post laurea che assegnava al medico e al biologo (indirizzo di laboratorio) il titolo di specialista in patologia generale.